# ادریان هررا
ادریان هررا (انگلیسی: Adrián Herrera؛ زادهٔ ۳ ژانویهٔ ۱۹۹۹) بازیکن فوتبال است.
از باشگاه‌هایی که در آن بازی کرده‌است می‌توان به باشگاه فوتبال نومانسیا اشاره کرد.